# Дифтороангидрид имидобиссерной кислоты
Дифтороангидрид имидобиссерной кислоты — неорганическое соединение,
фтороангидрид имидодисульфоновой кислоты
с формулой HN(SO2F)2,
жидкость.

## Получение
- Реакция изоцианата сульфонилфторида и фторсульфоновой кислоты:

{\displaystyle {\mathsf {FSO_{2}NCO+HSO_{3}F\ {\xrightarrow {120^{o}C}}\ HN(SO_{2}F)_{2}+CO_{2}}}}
- Реакция бисизоцианата сульфонила и фторсульфоновой кислоты:

{\displaystyle {\mathsf {SO_{2}(NCO)_{2}+2HSO_{3}F\ {\xrightarrow {160-165^{o}C}}\ HN(SO_{2}F)_{2}+CO_{2}+HSO_{3}NCO}}}
- Реакция мочевины и фторсульфоновой кислоты:

{\displaystyle {\mathsf {CO(NH_{2})_{2}+HSO_{3}F\ {\xrightarrow {}}\ HN(SO_{2}F)_{2}+CO_{2}+NH_{4}HSO_{4}+HF}}}

## Физические свойства
Дифтороангидрид имидобиссерной кислоты образует жидкость.
При температуре ниже 17°С образует кристаллы
моноклинной сингонии, пространственная группа P 21, параметры ячейки a = 0,51619 нм, b = 0,78153 нм, c = 0,68028 нм, β = 100,411°, Z = 2
.
Медленно гидролизуется водой.
Растворяется в органических растворителях.

## Химические свойства
- Медленно реагирует с водой с образованием амидофторида сульфонила и фторсульфоновой кислоты с последующим гидролизом до плавиковой, серной и аминосульфоновой кислот, :

{\displaystyle {\mathsf {HN(SO_{2}F)_{2}+H_{2}O\ {\xrightarrow {}}\ HSO_{3}F+NH_{2}SO_{2}F}}}
{\displaystyle {\mathsf {HSO_{3}F+H_{2}O\ {\xrightarrow {}}\ H_{2}SO_{4}+HF}}}
{\displaystyle {\mathsf {NH_{2}SO_{2}F+H_{2}O\ {\xrightarrow {}}\ NH_{2}HSO_{3}+HF}}}